# 太陽は知っている (杉山清貴の曲)
「太陽は知っている」（たいようはしっている）は、日本のシンガーソングライターである杉山清貴の楽曲。
表題曲は、テレビ朝日系『目撃!ドキュン 今夜の決断』のエンディングテーマおよび、JRC日本無線TV-CM イメージソングとしてオンエアされ、1996年4月25日にダブリューイーエー・ジャパンから18枚目のシングルとしてリリースされた。

## リリース
1996年4月25日にダブリューイーエー・ジャパンから、8cmCDのみでリリースされた。

## 収録曲
| 全作詞: 杉山清貴。 |                                            |           |           |                   |      |
| #                  | タイトル                                   | 作詞      | 作曲      | 編曲              | 時間 |
| 1.                 | 「太陽は知っている」                       | 杉山清貴  | 斉藤英夫  | 斉藤英夫          | 3:49 |
| 2.                 | 「Somebody Loves You」                     | 杉山清貴  | 杉山清貴  | KT. Sunshine Band | 5:31 |
| 3.                 | 「太陽は知っている」(オリジナル・カラオケ) | 杉山清貴  |           |                   | 3:49 |
| 合計時間:          | 合計時間:                                  | 合計時間: | 合計時間: | 13:09             |      |

## リリース履歴
| No. | 日付          | レーベル                     | 規格  | 規格品番  | 備考 |
| --- | ------------- | ---------------------------- | ----- | --------- | ---- |
| 1   | 1996年4月25日 | ダブリューイーエー・ジャパン | 8cmCD | WPD6-9078 |      |

## タイアップ
| # | 曲名                 | タイアップ                                                 | 出典  |
| - | -------------------- | ---------------------------------------------------------- | ----- |
| 1 | 「太陽は知っている」 | テレビ朝日系『目撃!ドキュン 今夜の決断』エンディングテーマ | [ 1 ] |
| 1 | 「太陽は知っている」 | JRC日本無線TV-CM イメージソング                            |       |